# Ángel Suquía
Ángel Suquía Goicoechea (Zaldivia, Guipúzcoa, 2 de octubre de 1916 - San Sebastián, 13 de julio de 2006) fue un sacerdote católico español, que fue sucesivamente obispo de Almería y de Málaga, arzobispo de Santiago de Compostela y de Madrid, y presidente de la Conferencia Episcopal Española, y fue creado cardenal por el papa Juan Pablo II en 1985. En 1986 fue nombrado académico numerario de la Real Academia de la Historia.

## Biografía
Ingresó a los doce años en el seminario de Vitoria, donde estudió Humanidades, Filosofía y Teología. Durante el período de la República y la guerra civil española tuvo que interrumpir sus estudios y servir como soldado. Su trabajo en el Ejército consistió principalmente en dar clases a sus compañeros soldados, muchos de ellos analfabetos. De julio a septiembre de 1939 cursó estudios superiores de Liturgia en Laach (Alemania), de donde tuvo que regresar al estallar la Segunda Guerra Mundial.
Se ordenó sacerdote el 7 de julio de 1940. Con veinticuatro años de edad inició su sacerdocio en tres pueblos de Álava encargándose principalmente de los jóvenes, a los que impartió ejercicios espirituales durante seis años. De 1946 a 1949 estudió en la Universidad Gregoriana de Roma, becado por el Ministerio de Asuntos Exteriores, donde se doctoró en Sagrada Teología con su tesis "La Santa Misa en la espiritualidad de San Ignacio de Loyola", mereciendo la máxima calificación.
El 16 de julio de 1966 fue consagrado obispo de Almería y, luego, el 28 de noviembre de 1969, el papa Pablo VI lo nombró obispo de Málaga, en la que entró el 25 de enero de 1970. El 23 de junio de 1973 hizo su entrada en la archidiócesis de Santiago de Compostela, y en octubre del mismo año fue nombrado consejero de Estado. El 12 de abril de 1983 fue trasladado a la archidiócesis de Madrid-Alcalá, donde sustituyó al cardenal Vicente Enrique y Tarancón.
Los hechos más destacados de su acción pastoral en Madrid fueron el nombramiento de tres nuevos obispos auxiliares, la renovación del Consejo Episcopal, el impulso a distintas instituciones y asociaciones eclesiales, dedicación especial al seminario y la creación del Patronato de la Almudena. Además, desde junio de 1983 ejerció como gran canciller de la Universidad Pontificia de Salamanca, cargo en el que permaneció hasta el 28 de noviembre de 1990, siendo sustituido por Fernando Sebastián Aguilar.
El Papa Juan Pablo II le nombró cardenal de la Iglesia en el consistorio del 25 de mayo de 1985. Es miembro desde octubre de 1983 de las Congregaciones para la Educación Católica, y de la Congregación para los Obispos desde diciembre del mismo año, así como del Consejo de Asuntos Públicos de la Iglesia, desde octubre de 1985. Fue el único español invitado por Juan Pablo II para asistir en 1986 al Sínodo de los obispos conmemorativo del vigésimo aniversario del Concilio Vaticano II.
Resultó elegido presidente de la Conferencia Episcopal Española por mayoría simple el 24 de febrero de 1987, cargo que ocupó hasta 1993, en que fue sustituido por Elías Yanes, arzobispo de Zaragoza.
Académico de la Real Academia de la Historia desde 1986, el 16 de octubre de 1988 leyó su discurso de ingreso como miembro de número, titulado "Un maestro y un alumno de Alcalá: Pedro Sánchez Ciruelo e Iñigo de Loyola (1526-1528)". El 28 de julio de 1994, el Papa Juan Pablo II aceptó la renuncia de Ángel Suquía como arzobispo de Madrid-Alcalá. Se marchó estableciendo un récord, ya que permaneció 33 meses como arzobispo dimisionario, después de que presentase su renuncia el 2 de octubre de 1991 tras cumplir los 75 años, edad de jubilación establecida por Pablo VI. Fue sustituido por el hasta entonces arzobispo de Santiago de Compostela, Antonio María Rouco Varela.
Su lengua materna es la vasca, con la que obtuvo, en junio de 1936, un primer premio por su poema titulado "El poema del seminarista vasco. Camino del caserío"; pero domina ampliamente el gallego, alemán, francés e italiano. Vinculado a las revistas Surge, Lumen y Victoriensia, es autor, entre otras, de las siguientes obras: Documenta ad formationis sacerdotalis studium pertinentia, Epistolario de Gerardo Groot, La afabilidad como fruto del Espíritu Santo y Las reglas para sentir con la Iglesia en la vida y en las obras del Cardenal Cantarini.
Falleció en San Sebastián el 13 de julio de 2006 y fue enterrado en la Catedral de la Almudena de Madrid, convirtiéndose así en la segunda persona enterrada en la Almudena, tras Maria de las Mercedes de Orleans, reina consorte de España, esposa de Alfonso XII

## Obras publicadas
- El cristiano ante una sociedad conflictiva. Edit. Palabra. Madrid, 2002. ISBN 84-7118-796-5
- Seguir a Cristo hoy: discursos y conferencias. Encuentro, D.L. Madrid, 1992. ISBN 84-7490-294-0
- Juan Pablo II y el hombre. Editorial Católica. Madrid, 1979. ISBN 84-220-0920-X